# Ster van Zwolle
De Ster van Zwolle is een eendaagse wielerwedstrijd die in de provincie Overijssel wordt verreden in en rondom de provinciale hoofdstad Zwolle. De naam verwijst naar de stervorm van de Zwolse binnenstad.
De wedstrijd is voor het eerst gereden in het jaar 1961. Sinds die tijd is de Ster van Zwolle het begin van het seizoen voor de neo-profs onder de wielrenners. Enige uitzondering hierop is 2021 toen de koers in oktober werd verreden als gevolg van de coronapandemie. In 2022 werd de koers niet verreden vanwege ziekte van de organisator.
Behalve in 1994 en 2024, toen respectievelijk de Belg Marc Wauters en de Deen Nicklas Amdi Pedersen de koers op hun naam schreven, werden alle edities door een Nederlander gewonnen. In 1961 won Jan Rol de eerste editie. Dries Klein en Coen Vermeltfoort zijn recordhouder met drie zeges.

## Route
Dorpen, gehuchten en steden die (van boven naar onder van links naar rechts) worden aangedaan tijdens de ronde:
| Zwolle Ittersum Windesheim Heino Lemelerveld Lemele | Luttenberg Lenthe Wijthmen Zwolle Dalfsen Vilsteren | Ommen Witharen Vinkenbuurt Nieuwleusen Hasselt Cellemuiden | Genemuiden IJsselmuiden Kampen De Zande Zalk Zwolle |

## Lijst van winnaars

### Meervoudige winnaars
| Overwinningen | Renner                | Jaren            |
| ------------- | --------------------- | ---------------- |
| 3             | Dries Klein           | 1981, 1983, 1985 |
| 3             | Coen Vermeltfoort     | 2019, 2021, 2023 |
| 2             | Jo Vrancken           | 1969, 1970       |
| 2             | Michel Cornelisse     | 1987, 1993       |
| 2             | Marvin van der Pluijm | 2004, 2006       |
| 2             | Bert-Jan Lindeman     | 2010, 2014       |

### Overwinningen per land
| Overwinningen | Land               |
| ------------- | ------------------ |
| 61            | Nederland          |
| 1             | België, Denemarken |